# Castello di Montarrenti
Il castello di Montarrenti si trova nel comune di Sovicille in Provincia di Siena.

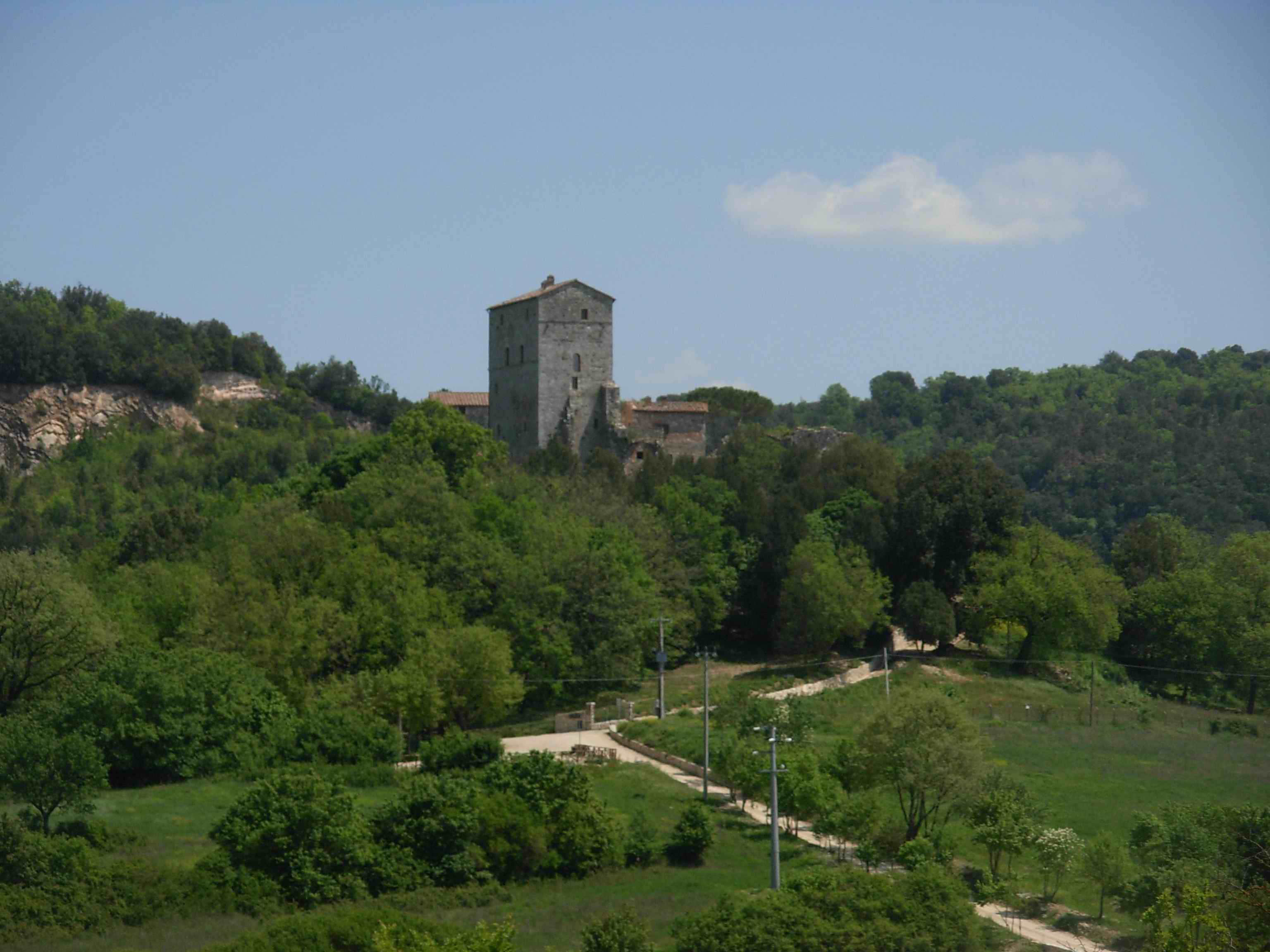
Veduta dalla SS 541

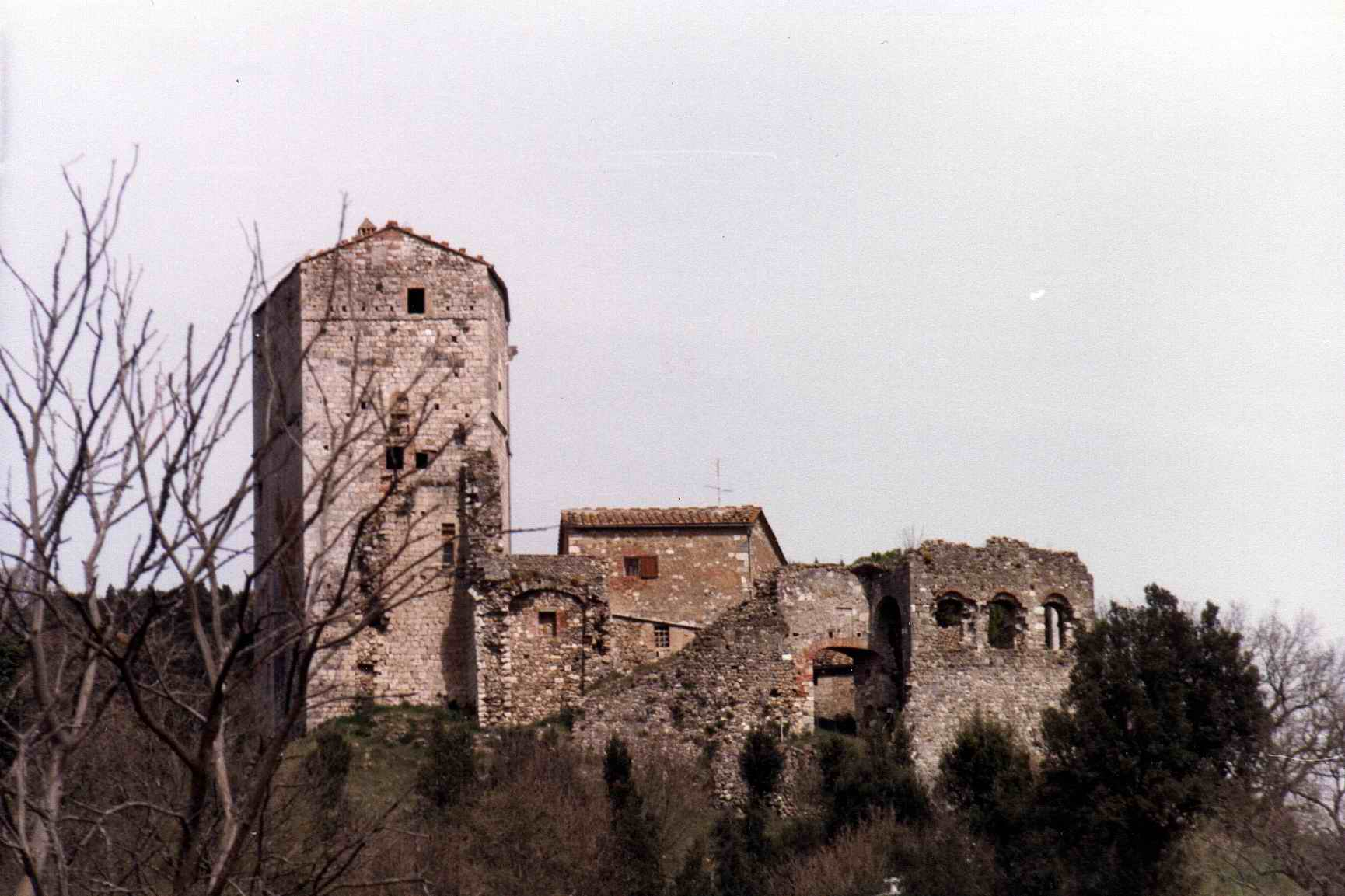
Il castello

## Storia e descrizione
L'origine del castello (Mons Arienti, Monte Arrenti, Monte Liurenti o Monte Lirrenti) viene fatta risalire, in base a indagini archeologiche, all'VIII secolo quando, alla base della collinetta dove sorge, doveva essere nato un piccolo villaggio, legato all'attività estrattiva e metallurgica, poi divenuto centro curtense. In seguito, nel X secolo, l'abitato fu incendiato, e fu riedificato protetto da una palizzata lignea, all'interno della quale venne eretto un primo nucleo fortificato. Solo dal XII secolo si sostituiscono alle strutture lignee quelle in pietra, più durevoli, evidentemente per uno sviluppo commerciale, che permetteva di investire le plusvalenze.
Il primo documento che testimonia l'esistenza del castello, una bolla del vescovo di Volterra, risale al 1156. Il Castello era legato a miniere di argento, molto prossime, tanto che nel 1178 tale Cattaneo da Montarrenti veniva designato dalla Diocesi di Volterra amministratore, per il Comune di Siena, delle miniere. L'argento, di cui le Colline Metallifere (in specie a Montieri) erano il luogo principale d'estrazione in Europa nel primo medioevo, fu il catalizzatore delle fortune mercantili dei Mercanti Senesi. Non tanto e non solo come merce, peraltro molto richiesta sui mercati del Medio Oriente, ma per le chance, tramite la monetazione, di stabilirsi ai vertici dei mercati finanziari internazionali.
Da documenti successivi, risalenti al 1200 e 1216, si hanno notizie di legami tra i signori di Frosini, della famiglia dei conti della Gherardesca, ed i signori di Montarrenti, anch'essi di ascendenza longobarda, ma legati alla consorteria degli Aldobrandeschi. Il 5 ottobre 1217 i consoli di Montarrenti prestano poi giuramento di fedeltà al Comune di Siena, in connessione alla compiuta espansione dell'influenza senese nei territori delle Colline Metallifere.
Tra il 1217 ed 1271, il castello, la chiesa di Santa Maria ed il villaggio sottostante, racchiusi da una cinta muraria alla base del rilievo, avevano un ragguardevole numero di abitanti, se si pensa che il Comune di Siena vi aveva dislocato un podestà, poi sostituito da un ufficiale minore, alle dirette dipendenze del podestà di Siena. In epoca successiva infatti, forse a causa anche dell'esaurimento delle miniere, il villaggio viene gradatamente abbandonato. Il baricentro europeo di estrazione dell'argento si sposta infatti in Tirolo, dove vengono scoperti importanti giacimenti. I documenti successivi al XIV secolo sono sporadici e vi sono riportate notizie solo sui pregiati marmi della vicina cava, e su trasferimenti delle proprietà: risultava proprietario del castello, nel XIV secolo Giovanni Meschiati, appartenente alla famiglia Petroni, proprietaria di altre vaste zone vicine, tra cui l'eremo di Santa Lucia (nei pressi di Rosia, oltre il ponte della Pia). Quindi la proprietà passò prima ai Dati (nel 1457) e poi ai Ghini. In documenti risalenti al 1720 si può rilevare come il castello ed il villaggio siano oramai in rovina.
Del castello oggi rimangono solamente due torri, con finestre gotiche (o ad arco), e feritoie, in origine merlate ma in seguito ribassate, nel classico tetto a capanna. Resti di cinta muraria, con una porta d'accesso con avancorpo sono visibili nell'area circostante. Sopra la porta di accesso alla torre più alta è scolpito uno stemma.
La Provincia di Siena, proprietaria dell'immobile, ha recentemente recuperato le strutture del castello, in parte adibite a sede dell'Osservatorio astronomico provinciale di Montarrenti (OAPM), gestito dall'Unione Astrofili Senesi (UAS), e a sede della sezione senese del C.A.I. (Club Alpino Italiano).